# Selbstbildnis mit Skelettarm
Selbstbildnis mit Skelettarm (auch Selbstbildnis/Selbstporträt mit Knochenarm, norwegisch Selvportrett med knokkelarm) ist eine Lithografie von Edvard Munch aus dem Jahr 1895. Sie ist Munchs erstes grafisches Selbstbildnis und zeigt den Künstler in Frontalansicht vor schwarzem Hintergrund mit einem Skelettarm am unteren Bildrand.

## Bildbeschreibung
In der Schwarz-Weiß-Lithografie hebt sich Edvard Munchs frontal dargestelltes Gesicht von einem tiefschwarzen Hintergrund ab. Das hagere, blasse Gesicht ist sehr fein und detailliert wiedergegeben. Das rechte (aus Sicht des Betrachters linke) Auge starrt geradeaus und scheint den Betrachter regelrecht zu fixieren. Das linke Auge blickt eher nach unten und innen. Damit schafft Munch laut Arne Eggum „eine Balance im seelischen Ausdruck […] eine Balance zwischen äußeren und inneren Eindrücken“. Unterhalb des Kopfes befindet sich ein stehender weißer Kragen, der an ein Kollar erinnert.
Durch den Kontrast mit dem Hintergrund scheint der Kopf „wie ein Ausschnitt im schwarzen Nichts des Bildraums zu schweben“, wie es Jochen Luckhardt ausdrückt, „wie der drastisch vom körperlichen Kontext getrennte Kopf eines Enthaupteten“. Für Reinhold Heller tritt der Kopf des Künstlers „geisterhaft aus der Schwärze hervor, als wäre es eine körperlose Vision.“ In einer schmalen weißen Bildleiste am oberen Rand bilden Munchs Name und die Jahreszahl eine Art Überschrift. Analog dazu dient ein skelettierter Arm als untere Bildleiste, in der sich auch die Signatur befindet.
Munch setzte unterschiedliche lithografische Techniken ein. Die Grundzüge des Bildes zeichnete er mit lithografischer Kreide. Darüber bürstete er lithografische Tinte, um einen dichten schwarzen Hintergrund zu schaffen, der nur an wenigen Stellen durch weiße Linien durchbrochen wird, die in den Stein gekratzt wurden. Solche solide schwarze Flächen sind selten in der Lithografie und eher aus der Technik des Holzschnitts geläufig. Mit einem lithografischen Stift zeichnete Munch die Details des Kopfes und brachte so eine naturalistische Personengestaltung in den grobflächigen, lithografischen Stil ein. Mit dem Schabeisen milderte er die harten Kontraste ab.

## Weitere Fassungen
Insgesamt sind vier unterschiedliche Fassungen der Lithografie bekannt. Die ersten beiden Versionen wurden 1895 von M. W. Lassally in Berlin gedruckt. Die erste Fassung hatte noch einen uneinheitlichen Hintergrund, in dem der Körper mit Schultern und Armen angedeutet war. Von dieser Fassung existiert nur ein Probedruck im Munch-Museum Oslo. Eine dritte und vierte Fassung wurden vermutlich 1915 von Anton Peder Nielsen mit einem Duplikatstein in Kristiania, dem heutigen Oslo, gedruckt. Hier sind die Leiste und der Skelettarm durch Tusche überdeckt.

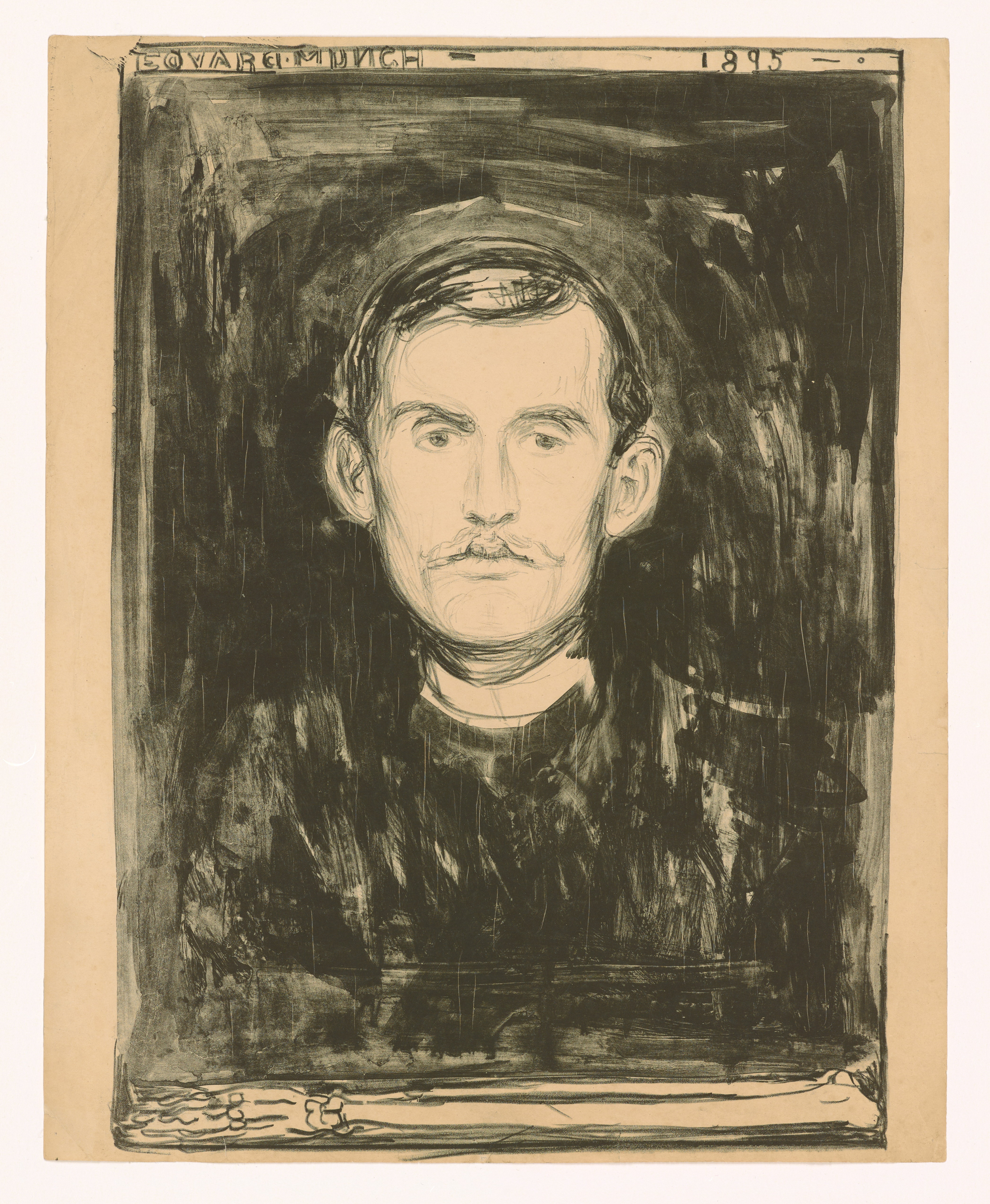
Selbstbildnis mit Skelettarm (1895), Lithografie, 45,8 × 32,0 cm, Munch-Museum Oslo
Selbstbildnis mit Skelettarm (1895), Lithografie, 45,7 × 31,9 cm, Thielska galleriet Stockholm
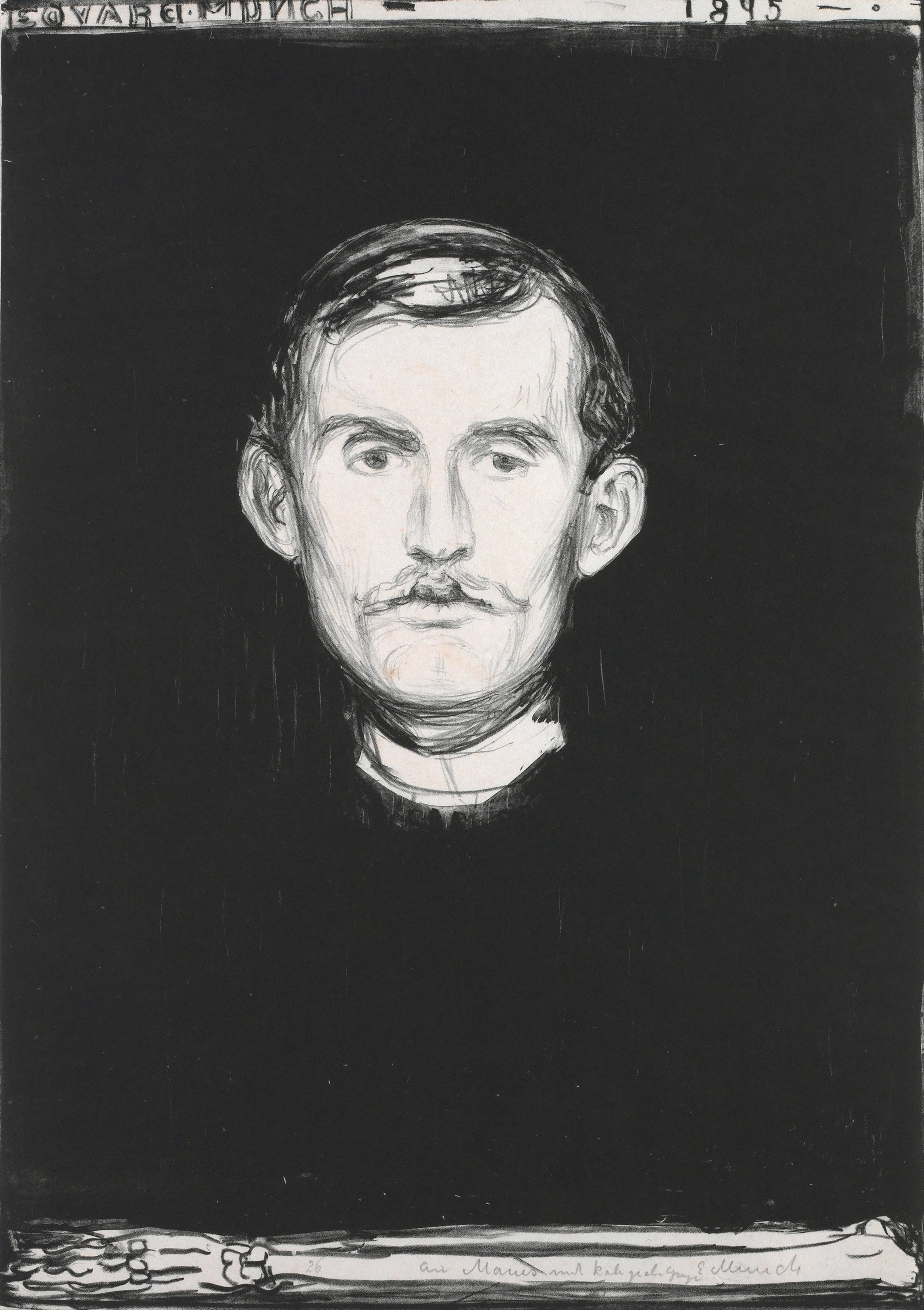
Selbstbildnis mit Skelettarm (1895), Lithografie, 45,8 × 31,9 cm, Nationalgalerie Prag
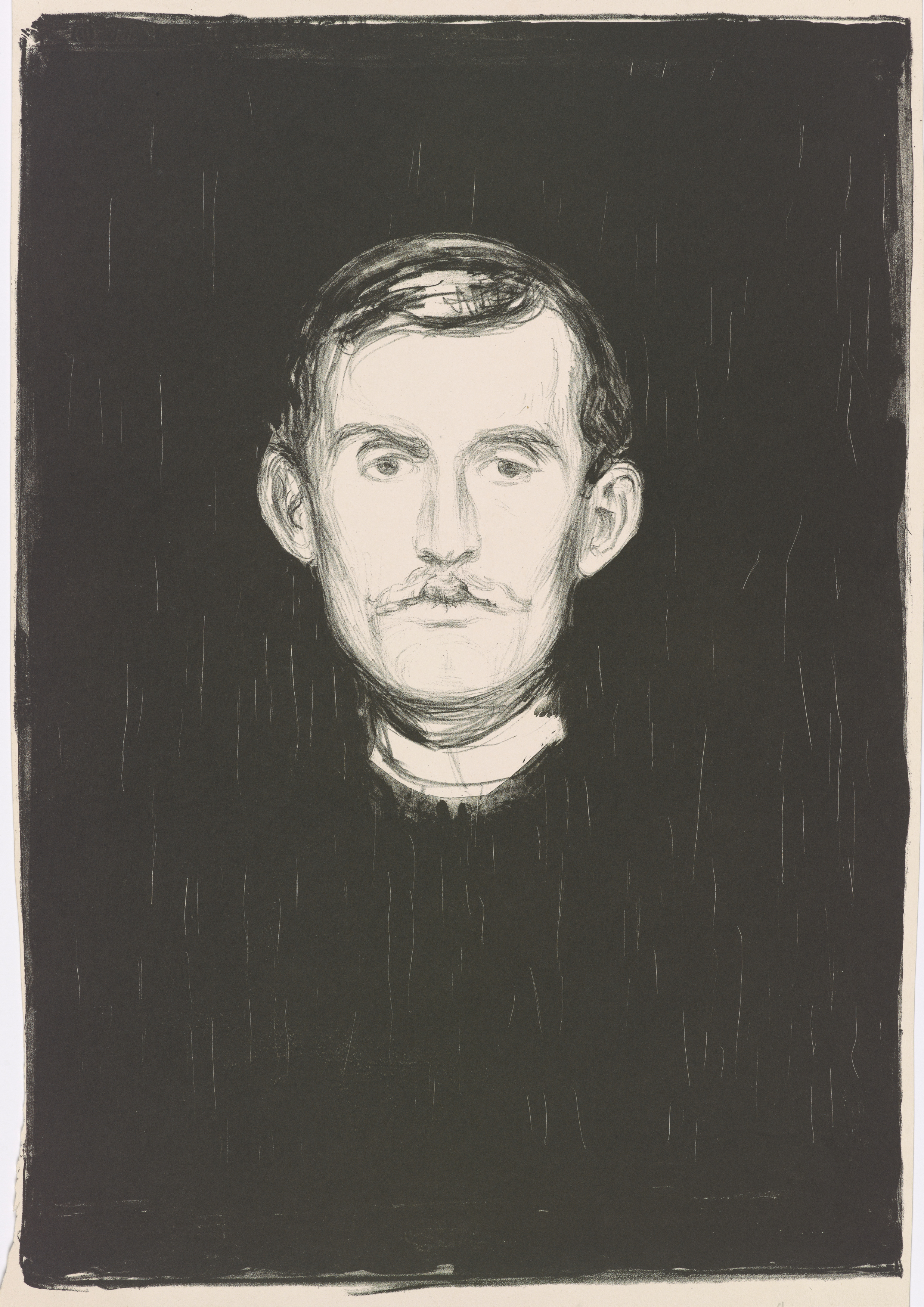
Selbstbildnis mit Skelettarm (1895), Lithografie, 46,0 × 31,5 cm, Munch-Museum Oslo

Im deutschsprachigen Raum befinden sich Drucke der Lithografie in Basel, Berlin, Bern, Braunschweig, Bremen, Chemnitz, Dresden, Essen, Hamburg, Hannover, Köln, Krefeld, Leipzig, Lübeck, Saarbrücken, Stuttgart, Wien, Wuppertal und Zürich. International werden Drucke in Museen in Adelaide, Bergen, Budapest, Chicago, Göteborg, Kurashiki, London, New York, Northampton, Oslo, Philadelphia, Prag, Princeton, Reykjavík, Stavanger, Stockholm, Tel Aviv, Toronto, Warschau, Washington, D.C. und Williamstown gezeigt.

## Stellung in Munchs Werk
Von 1894 an beschäftigte sich Munch mit der Grafik, die in diesem Jahrzehnt vor allem in Frankreich zu neuer Popularität gelangte. Sie nahm bald neben der Malerei einen wichtigen Platz in Munchs Œuvre ein. Munch probierte sich in unterschiedlichen Techniken von der Kaltnadelradierung über die Lithografie bis zum Holzschnitt. Gustav Schiefler berichtete: „Er hat oftmals eine Platte in der Tasche und kratzt, wie es ihm in den Sinn kommt, eine Landschaft, die Kellnerin in einer Weinkneipe, ein paar Männer beim Kartenspiel oder ein ernstes Herrenporträt in das Kupfer.“ Das Selbstbildnis mit Skelettarm ist eines von Munchs frühesten grafischen Blättern und entstand in Berlin noch vor Munchs Umzug nach Paris 1896, wo er sich in den grafischen Techniken verfeinerte und etwa die Farblithografie entdeckte.
In Munchs subjektiv geprägter Kunst mit ihrem starken Bezug auf eigene Erlebnisse und Erfahrungen spielen Selbstbildnisse durchgängig eine wichtige Rolle. Sie sind laut Ulrich Bischoff ein „schonungsloses Instrument der Selbstbefragung“ und in ihrer Bedeutung mit Munchs Hauptwerken auf eine Stufe zu stellen. Schon in den 1880er Jahren, als der junge Maler noch seinen Stil suchte, entstanden laut Arne Eggum „einige durchstudierte und ausdrucksvolle Selbstportraits“, doch erst Selbstbildnis mit Zigarette und Selbstbildnis mit Skelettarm aus dem Jahr 1895 sind laut Arne Eggum Munchs erste „wirkliche Meisterwerke des Selbstportraits als Kunst-Genre“. Reinhold Heller sieht die Lithografie als eine grafische Weiterentwicklung des Gemäldes, wobei der umhüllende Zigarettenrauch durch eine „tiefe samtig-schwarze Fläche“ ersetzt wurde.

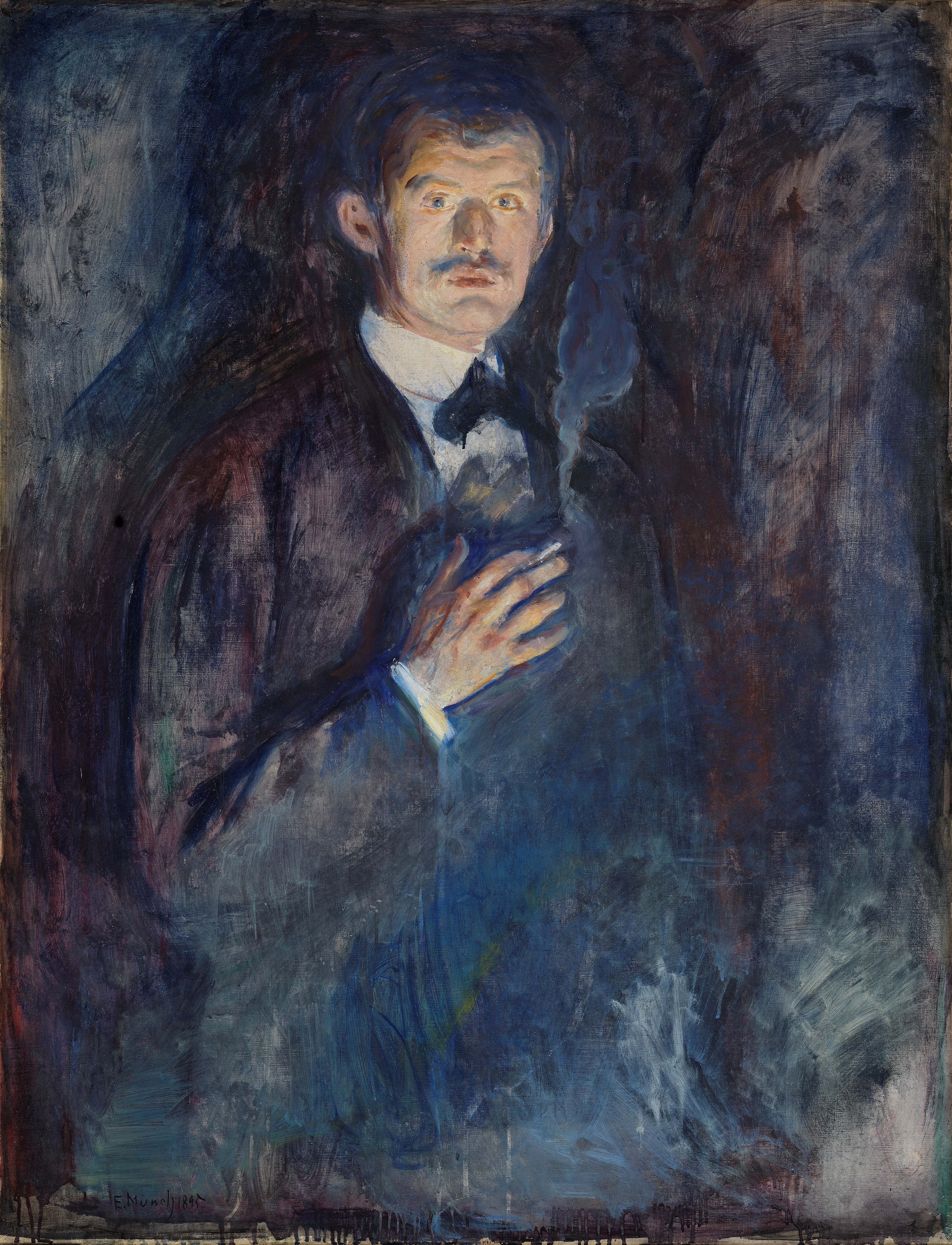
Selbstbildnis mit Zigarette (1895), Öl auf Leinwand, 110,5 × 85,5 cm, Norwegische Nationalgalerie Oslo
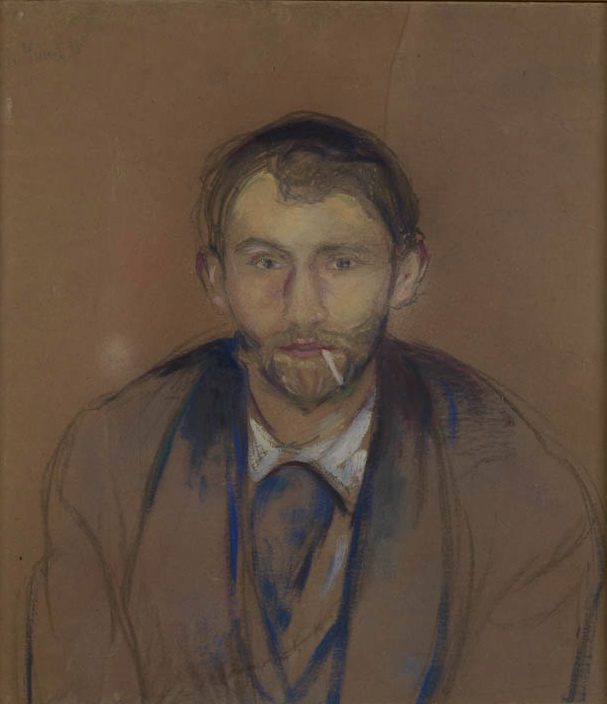
Stanisław Przybyszewski (1895), Öl und Tempera auf Karton, 62,5 × 55,5 cm, Munch-Museum Oslo
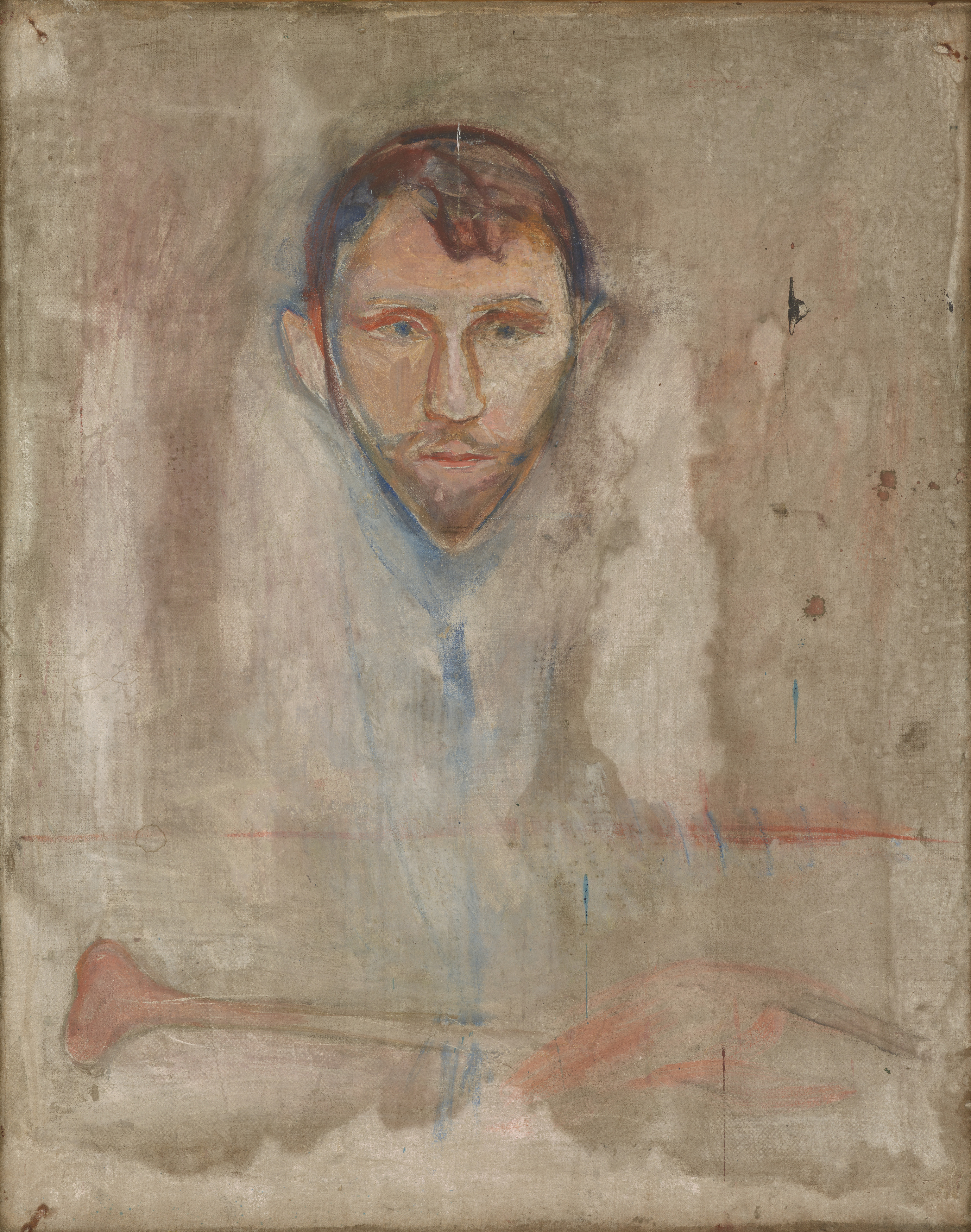
Stanisław Przybyszewski (1894), Kasein- und Leimfarbe auf Leinwand, 75 × 60 cm, Munch-Museum Oslo
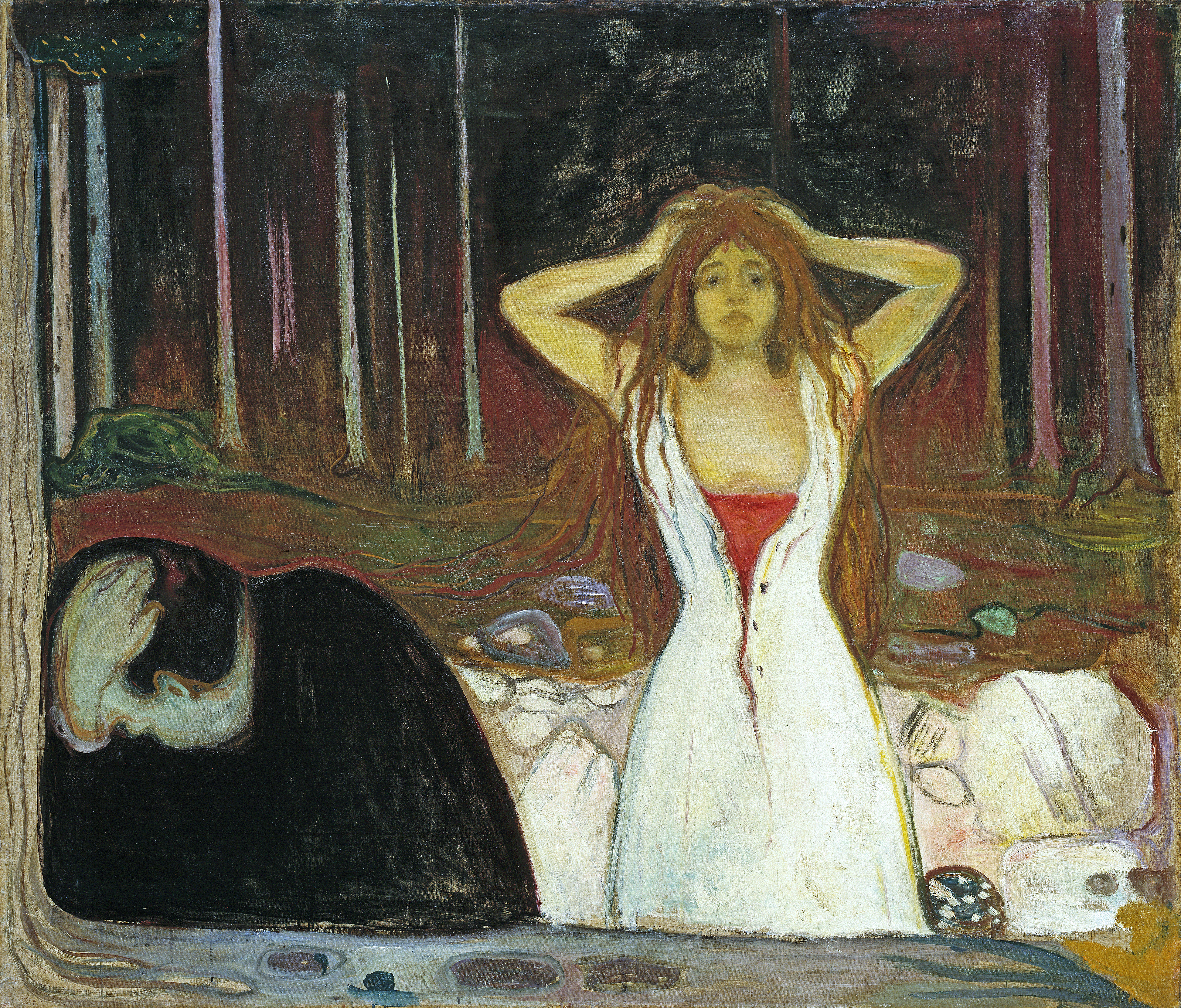
Asche (1895), Öl auf Leinwand, 120,5 × 141 cm, Norwegische Nationalgalerie, Oslo

Die Motivkombination aus Skelettarm und Zigarette findet sich auch in zwei anderen Porträts (eines davon unvollendet) wieder, die Munch 1894/95 von seinem Freund, dem polnischen Schriftsteller Stanisław Przybyszewski, anfertigte, der wie er zur Künstler-Bohème um das Berliner Lokal Zum schwarzen Ferkel gehörte. Patricia G. Berman sieht sie deshalb als alternative Symbole für die Verbindung von Künstlertum und Degeneration, mit denen Munch sich und seinen Freund ausstattete. Ulrich Bischoff hingegen vergleicht den Skelettarm in den Porträts mit der kompositorischen Funktion des querliegenden Baumstamms am unteren Bildrand von Asche, einem Bild des Lebensfrieses, das ebenfalls 1895 entstand.

## Interpretation
Laut Jochen Luckhardt kann Munchs Selbstbildnis mit Skelettarm auf dreierlei Arten gedeutet werden: Erstens in der Nachfolge der langen Tradition, in der sich der Künstler mit einem als Gerippe personifizierten Tod porträtierten. Diese reicht von den Totentanz-Darstellungen des 15. Jahrhunderts bis zum Selbstbildnis mit fiedelndem Tod von Arnold Böcklin aus dem Jahr 1875. Zweitens im Zeitgeist des Fin de Siècle mit seiner Dekadenz und dem kulturellen Zerfall, der auch in Munchs Berliner Künstler-Bohème präsent war. Gleichzeitig war der Jahrhundertwechsel aber auch einer Zeit anatomischer Forschungen und der Entdeckung der Röntgenstrahlung. Drittens schließlich mit Munchs privater Situation, der ständigen Präsenz des Todes in Form des frühen Sterbens seiner Mutter und seiner Schwester Sophie, die Munch in vielen Bildern verarbeitete, etwa Das kranke Kind, Der Tod im Krankenzimmer oder Am Sterbebett. Im Entstehungsjahr des Selbstbildnisses 1895 starb auch Munchs Bruder Andreas.

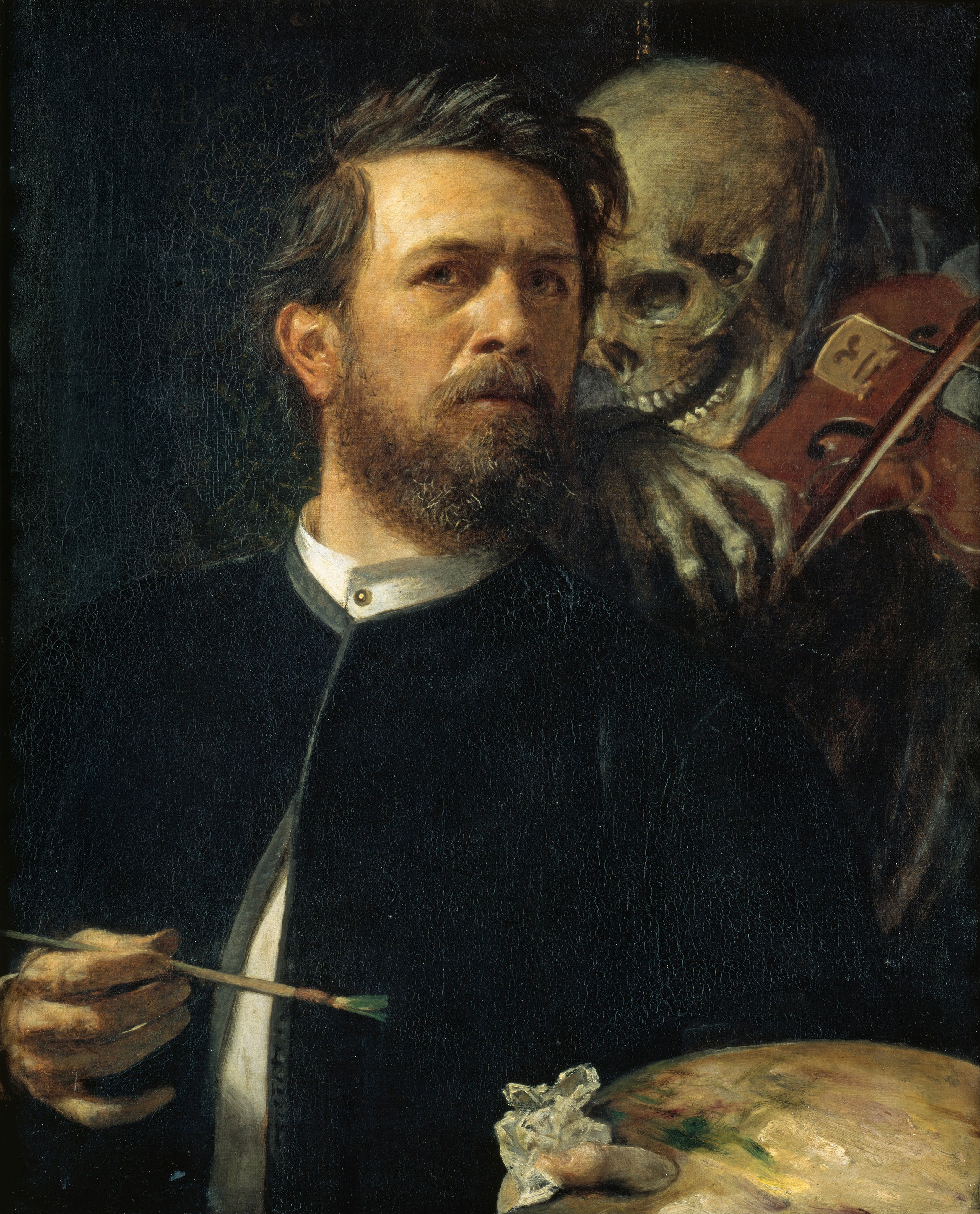
Arnold Böcklin: Selbstbildnis mit fiedelndem Tod (1875), Öl auf Leinwand, 75 × 61 cm, Alte Nationalgalerie Berlin
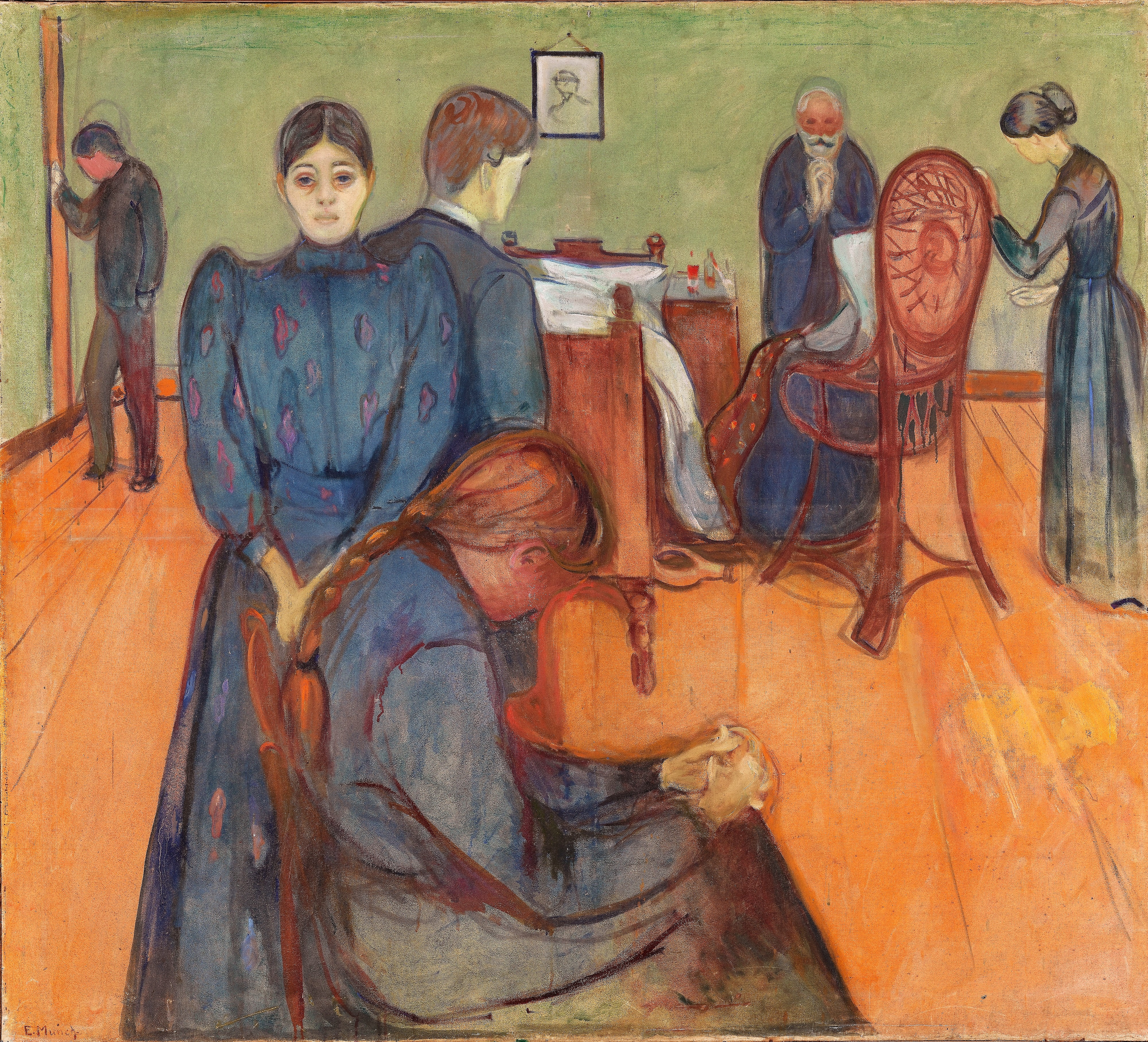
Edvard Munch: Der Tod im Krankenzimmer (1893), Öl auf Leinwand, 152,5 × 169,5 cm, Norwegische Nationalgalerie
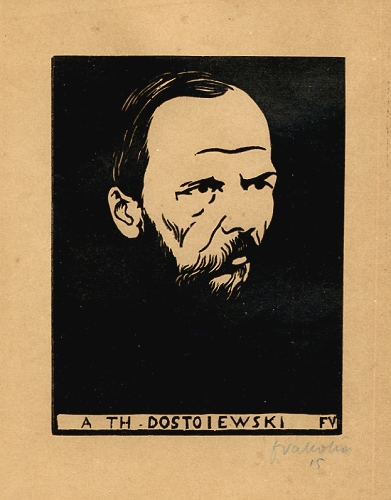
Félix Vallotton: A Th Dostoiewski (1895), Holzschnitt, 16 × 12 cm

Munchs Selbstbildnis wird daher als Memento mori interpretiert, eine Mahnung der eigenen Sterblichkeit, und die Darstellung als eine Grabplatte oder ein Epitaph. Ein künstlerischer Einfluss könnten die Porträt-Holzschnitte Félix Vallottons gewesen sein, besonders das Porträt von Dostojewski mit seiner ähnlichen Position des Titels. Reinhold Heller hingegen verweist auf die Einflüsse der Grafiken Odilon Redons, auf die Munch Harry Graf Kessler hingewiesen habe. Es gibt jedoch auch Verweise auf die christliche Tradition der Vera Ikon. Munchs Kragen lässt Heller an eine Priestertracht denken und die Herkunft des Nachnamens Munch von „munk“ (norwegisch für Mönch), und er zitiert die Losung des Symbolismus, dem Munch sich mit seinem Selbstbildnis zugehörig erkläre: „Künstler, du bist ein Priester. Die Kunst ist ein großes Mysterium. Wenn deine Bemühungen ein Meisterwerk zeitigen, so ist es, als gleite ein Strahl des Göttlichen zu deinem Altar hinab.“

## Rezeption
Das norwegische Postunternehmen Postverket gab 1963 Munchs Lithografie Selbstbildnis mit Skelettarm auf einer 25-Øre-Briefmarke heraus.

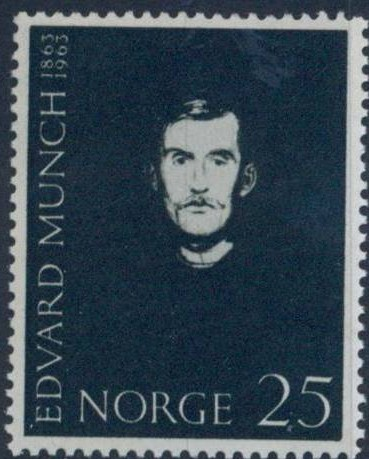
Selbstbildnis mit Skelettarm auf einer Briefmarke von Posten Norge